# RL01K-DC

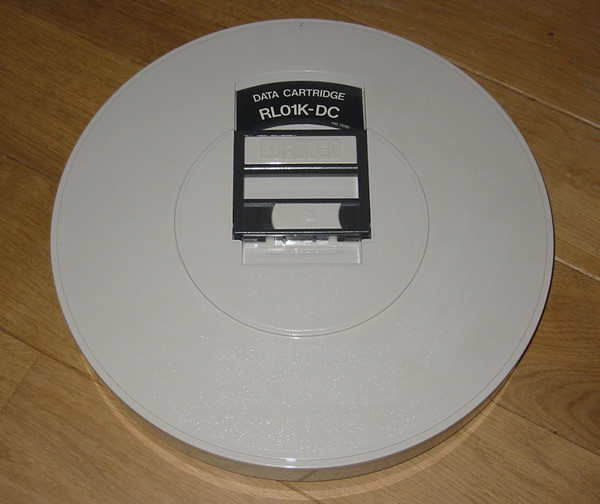
Wechselfestplatte RL01K-DC

Die RL01K-DC ist eine Wechselfestplatte des Herstellers "Digital Equipment Corporation" für einen Großrechner mit einer Speicherkapazität von 5 MB.
Die Platte kann in einem Plattenlaufwerk vom Typ RL01 des Herstellers Firma Digital Equipment Corporation eingesetzt werden. Diese Laufwerke stammen aus der Mitte der 1980er Jahre.
Der Durchmesser der kompletten Wechselfestplatte beträgt 38,35 cm (15,1″) und die Dicke ist 6,19 cm (2,44″).
1982 wurde eine RL01K-DC für etwa 145 $ verkauft.